# Кевін Ештон
Кевін Ештон (англ. Kevin Ashton; нар. 1968) — британський інженер, зробив значний внесок в стандартизацію технології RFID та її використання для ланцюга поставок виробничих товарів. Заснував центр автоматичної ідентифікації (Auto-ID Center) у Массачусетському технологічному інституті (MIT), в якому було створено глобальну стандартну систему для RFID та інших сенсорів. Відомий також тим, першим ввів термін «Інтернет речей», як опис системи, в якій Інтернет пов'язаний з фізичним світом через всюдисущі сенсори.

## Біографія
Ештон народився в місті Бірмінгем, Велика Британія.
Вивчав Скандинавську літературну програму в Університетському коледжі Лондона з 1990 по 1994 рік. Проводячи час у Лондонському університеті, він приєднався до студентської газети, де став її редактором.
У 1995 році після закінчення університету вирішив взяти участь в стартап-компанії Wagamama, компанія спеціалізується на локшині, а саме пропонує страви азійської кухні на основі японської кухні. В компанії Wagamama Ештон допомагав у створенні її Інтернет-бренду. Однак засновник Алан Яу не мав доходу для завершення проекту, і Ештон залишив цю посаду.
Після того, як він покинув Wagamama, Ештону запропонували посаду в компанії P&G, де він допомагав у запуску лінійки косметики для Oil of Olay — американський бренд по догляду за шкірою, що належить компанії Procter & Gamble. Працюючи у своєму підрозділі, він помітив, що щоразу, коли він відвідував магазин, один із відтінків помади з його товарної лінійки завжди був розпроданим. Тому він зв'язався з менеджерами поставок у P&G та розповів цю проблему, у відповідь йому повідомили, що помада є на складі, а ця ситуація випадковість. Але помади не було в наявності щоразу, коли він відвідував магазин. Так працюючи помічником бренд-менеджера в Procter & Gamble (P&G) у 1997 році, він зацікавився використанням RFID для керування ланцюгами поставок P&G.
Робота над технологією RFID привела його до MIT, де він допоміг почати дослідження консорціуму RFID, створивши Auto-ID центр разом з професорами Санджай Сарма, Санні Сіу та дослідником Девідом Броком. Центр відкрився у 1999 році як дослідницький проект, спонсорований промисловістю, з метою створення глобальної відкритої стандартної системи RFID для її використаттяв в усьому світі. Це була спроба впровадити ідею радіочастотної ідентифікації (RFID) в ланцюг поставок виробничих товарів. Ештон був виконавчим директором центру. Під керівництвом Ештона та професора Сарми кількість спонсорів зросла до 103, а додаткові лабораторії фінансувалися в інших великих університетах по всьому світу. Як тільки система була розроблена, MIT ліцензував її для некомерційного органу з питань стандартів GS1, а проект досяг своєї мети та був завершений. Лабораторії були перейменовані в Auto-ID Labs і продовжили дослідження.
Ештон став високотехнологічним підприємцем з стартап-компаніями ThingMagic, EnerNOC (NASDAQ: ENOC), Zensi. Компанію Zensi він заснував разом з Швека Пателом. Компанія Zensi була придбана компанією Belkin International у квітні 2010 року. Після цього Ештон розробив та запустив систему домашньої автоматизації Belkin WeMo.

## Цікаві факти
Для статті в журналі Quartz, в квітні 2013 року, Ештон створив фейковий акаунт Сантьяго Своллоу (Santiago Swallow) в соціальній мережі Твіттер, вигаданого мексиканського гуру соціальних медіа, що спеціалізується на «imagined self». Для вигаданого експерта були куплені платні підписники (90 000 підписників) в Твіттері та написана біографія в Вікіпедії. Створення такого феномену є спробою показати, що справжній авторитет не пов'язаний із наявністю великої кількості послідовників та підписників в Twitter, а також що за допомогою великої кількості підписніків, можна стати відомим та шанованим героєм соціальних мереж.
В бібліографічній та реферативній базі даних Скопус — Ештон має лише дві наукові публікації, але вони процитовані 358 раз в 354 статтях. Таким чином його індекс Хірша становить 2. В той же час наукові та науково-популярні публікації Ештона, що проіндексовані в Google Академії процитовані 5823 рази. Таким чином його індекс Хірша за Google Scholar становить 11.

## Наукові публікації
Наукові публікації Кевіна Ештона можна знайти в провідних наукових та медіа журналах:
- The Atlantic;
- New York Times;
- RFID[11] ;
- Medium[12] ;
- Quartz[13].

## Книги
В 2015 році опублікував книгу (анг. «How to Fly a Horse») «Як навчити коня літати». Книга присвячена історії творчості, винаходів та відкриттів. В книзі автор розвінчує міф про геніальність і доводить, що інновації — це результат наполегливої праці.
В січні 2016 року книга «How to Fly a Horse» виграла номінацію «Краща ділова книга 2015» від 1-800-CEO-READ (Porchlight Books).